# Coupe continentale de hockey sur glace 2022-2023
Navigation
2021-2022 2023-2024
La saison 2022-2023 est la vingt-sixième édition de la Coupe continentale de hockey sur glace, une compétition européenne de clubs organisée par la Fédération internationale de hockey sur glace (IIHF). Elle débute le 23 septembre 2022 et la finale se déroule du 13 au 15 janvier 2023.

## Présentation
Vingt équipes venant d'autant de pays prennent part à la compétition : il s'agit généralement des vainqueurs des championnats nationaux respectifs, mais il existe quelques exceptions.
La compétition se divise en quatre tours, l'entrée en lice des équipes se faisant selon le niveau de chacune.
Lors de chaque tour, les équipes sont séparées en deux groupes de 4, chacun étant disputé sous la forme d'un championnat à rencontre simple. Aux premier et deuxième tours, seul le vainqueur de chaque groupe se qualifie pour le tour suivant tandis que les deux premiers de chaque groupe du troisième tour se qualifient pour la finale. 
La répartition des points est la suivante :
- 3 points pour une victoire dans le temps réglementaire ;
- 2 points pour une victoire en prolongation ou aux tirs de fusillade ;
- 1 point pour une défaite en prolongation ou aux tirs de fusillade ;
- 0 point pour une défaite dans le temps réglementaire.

### Clubs participants
| Équipe                    | Qualification                  |
| ------------------------- | ------------------------------ |
| Bulldogs de Liège         | Champion de Belgique 2021-2022 |
| Hockey Punks Vilnius (en) | Champion de Lituanie 2021-2022 |
| HK INA Sisak              | Champion de Croatie 2021-2022  |
| Skautafélag Akureyrar     | Champion d'Islande 2021-2022   |
| Tartu Kalev-Välk (en)     | Champion d'Estonie 2021-2022   |
| HC NSA Sofia (en)         | Champion de Bulgarie 2021-2022 |
| FC Barcelone              | Champion d'Espagne 2021-2022   |
| Buz Beykoz Istanbul       | Champion de Turquie 2021-2022  |

| Équipe                | Qualification                             |
| --------------------- | ----------------------------------------- |
| Ferencváros TC        | Champion de Hongrie 2021-2022             |
| Asiago Hockey         | Champion d'Italie 2021-2022               |
| HSC Csíkszereda       | Champion de Roumanie 2021-2022            |
| Ducs d'Angers         | Vainqueur de la Coupe de France 2021-2022 |
| HDD Jesenice          | Champion de Slovénie 2021-2022            |
| HK Vojvodina Novi Sad | Champion de Serbie 2021-2022              |

| Équipe             | Qualification                                   |
| ------------------ | ----------------------------------------------- |
| HK Krementchouk    | Finaliste du championnat d'Ukraine 2021-2022    |
| HK Zemgale/LLU     | Champion de Lettonie 2021-2022                  |
| HK Nitra           | Finaliste du championnat de Slovaquie 2021-2022 |
| Cardiff Devils     | Champion de Royaume-Uni 2021-2022               |
| Saryarka Karaganda | Champion du Kazakhstan 2021-2022                |
| TH Unia Oświęcim   | Finaliste du championnat de Pologne 2021-2022   |

## Premier tour (groupes A et B)
Les matches du groupe A ont lieu à Sofia en Bulgarie et ceux du groupe B à Istanbul en Turquie, du 23 au 25 septembre 2022.
Légende :
- En gras, qualifié pour le deuxième tour
- F : Tirs de fusillade

Pour les significations des abréviations, voir statistiques du hockey sur glace.
| Clt   | Équipe                | PJ | V | VP | D | DP | BP | BC | Diff | Pts |
| ----- | --------------------- | -- | - | -- | - | -- | -- | -- | ---- | --- |
| +001, | HK INA Sisak          | 3  | 3 | 0  | 0 | 0  | 22 | 10 | +12  | 9   |
| +002, | Tartu Kalev-Välk (en) | 3  | 2 | 0  | 1 | 0  | 22 | 10 | +12  | 6   |
| +003, | Skautafélag Akureyrar | 3  | 0 | 1  | 2 | 0  | 8  | 19 | -11  | 2   |
| +004, | HC NSA Sofia (en)     | 3  | 0 | 0  | 2 | 1  | 14 | 27 | -13  | 1   |

| 23 septembre | Tartu Kalev-Välk      | 2   | 7  | HK INA Sisak          |
| 23 septembre | Skautafélag Akureyrar | 6 F | 5  | HC NSA Sofia          |
| 24 septembre | Skautafélag Akureyrar | 2   | 6  | HK INA Sisak          |
| 24 septembre | HC NSA Sofia          | 3   | 12 | Tartu Kalev-Välk      |
| 25 septembre | HK INA Sisak          | 9   | 6  | HC NSA Sofia          |
| 25 septembre | Tartu Kalev-Välk      | 8   | 0  | Skautafélag Akureyrar |

| Clt   | Équipe                    | PJ | V | VP | D | DP | BP | BC | Diff | Pts |
| ----- | ------------------------- | -- | - | -- | - | -- | -- | -- | ---- | --- |
| +001, | Buz Beykoz Istanbul       | 3  | 3 | 0  | 0 | 0  | 19 | 5  | +14  | 9   |
| +002, | Bulldogs de Liège         | 3  | 2 | 0  | 1 | 0  | 13 | 4  | +9   | 6   |
| +003, | Hockey Punks Vilnius (en) | 3  | 1 | 0  | 2 | 0  | 6  | 14 | -8   | 3   |
| +004, | FC Barcelone              | 3  | 0 | 0  | 3 | 0  | 7  | 22 | -15  | 0   |

| 23 septembre | FC Barcelone         | 0 | 7 | Bulldogs de Liège    |
| 23 septembre | Buz Beykoz Istanbul  | 6 | 0 | Hockey Punks Vilnius |
| 24 septembre | FC Barcelone         | 3 | 6 | Hockey Punks Vilnius |
| 24 septembre | Bulldogs de Liège    | 1 | 4 | Buz Beykoz Istanbul  |
| 25 septembre | Buz Beykoz Istanbul  | 9 | 4 | FC Barcelone         |
| 25 septembre | Hockey Punks Vilnius | 0 | 5 | Bulldogs de Liège    |

## Deuxième tour (groupes C et D)
Les matches du groupe C ont lieu à Angers en France et ceux du groupe D à Asiago en Italie, du 14 au 16 octobre 2022.
Les premiers de chaque groupe sont qualifiés pour le tour suivant, ainsi que le meilleur deuxième pour pallier le forfait des kazakhs du Saryarqa HK.
Légende :
- En gras, qualifié pour le troisième tour
- P : Prolongations
- F : Tirs de fusillade

Pour les significations des abréviations, voir statistiques du hockey sur glace.
| Clt   | Équipe          | PJ | V | VP | D | DP | BP | BC | Diff | Pts |
| ----- | --------------- | -- | - | -- | - | -- | -- | -- | ---- | --- |
| +001, | Ducs d'Angers   | 3  | 3 | 0  | 0 | 0  | 24 | 6  | +18  | 9   |
| +002, | HSC Csíkszereda | 3  | 2 | 0  | 1 | 0  | 11 | 6  | +5   | 6   |
| +003, | Ferencváros TC  | 3  | 1 | 0  | 2 | 0  | 17 | 15 | +2   | 3   |
| +004, | HK INA Sisak    | 3  | 0 | 0  | 3 | 0  | 2  | 27 | -25  | 0   |

| 14 octobre | HSC Csíkszereda | 5  | 0  | HK INA Sisak    |
| 14 octobre | Ducs d'Angers   | 8  | 5  | Ferencváros TC  |
| 15 octobre | HSC Csíkszereda | 5  | 2  | Ferencváros TC  |
| 15 octobre | HK INA Sisak    | 0  | 12 | Ducs d'Angers   |
| 16 octobre | Ferencváros TC  | 10 | 2  | HK INA Sisak    |
| 16 octobre | Ducs d'Angers   | 4  | 1  | HSC Csíkszereda |

| Clt   | Équipe                | PJ | V | VP | D | DP | BP | BC | Diff | Pts |
| ----- | --------------------- | -- | - | -- | - | -- | -- | -- | ---- | --- |
| +001, | Asiago Hockey         | 3  | 3 | 0  | 0 | 0  | 28 | 5  | +23  | 9   |
| +002, | HDD Jesenice          | 3  | 2 | 0  | 1 | 0  | 14 | 7  | +7   | 6   |
| +003, | Buz Beykoz Istanbul   | 3  | 1 | 0  | 2 | 1  | 9  | 15 | -6   | 3   |
| +004, | HK Vojvodina Novi Sad | 3  | 0 | 0  | 3 | 0  | 3  | 27 | -24  | 0   |

| 14 octobre | HDD Jesenice          | 5 | 1  | Buz Beykoz Istanbul   |
| 14 octobre | HK Vojvodina Novi Sad | 1 | 14 | Asiago Hockey         |
| 15 octobre | HK Vojvodina Novi Sad | 1 | 7  | HDD Jesenice          |
| 15 octobre | Buz Beykoz Istanbul   | 2 | 9  | Asiago Hockey         |
| 16 octobre | Buz Beykoz Istanbul   | 6 | 1  | HK Vojvodina Novi Sad |
| 16 octobre | Asiago Hockey         | 5 | 2  | HDD Jesenice          |

## Troisième tour (groupe E et F)
Les matches du groupe E ont lieu à Cardiff au Royaume-Uni et ceux du groupe F à Nitra en Slovaquie, du 18 au 20 novembre 2022.
Légende :
- En gras, qualifié pour la Super finale
- P : Prolongations

Pour les significations des abréviations, voir statistiques du hockey sur glace.
| Clt   | Équipe         | PJ | V | VP | D | DP | BP | BC | Diff | Pts |
| ----- | -------------- | -- | - | -- | - | -- | -- | -- | ---- | --- |
| +001, | Cardiff Devils | 3  | 3 | 0  | 0 | 0  | 11 | 3  | +8   | 9   |
| +002, | Ducs d'Angers  | 3  | 2 | 0  | 1 | 0  | 7  | 4  | +3   | 6   |
| +003, | HDD Jesenice   | 3  | 0 | 1  | 2 | 0  | 4  | 9  | -5   | 2   |
| +004, | HK Zemgale/LLU | 3  | 0 | 0  | 2 | 1  | 4  | 10 | -6   | 1   |

| 18 novembre | HK Zemgale/LLU | 2 | 3 P | HDD Jesenice   |
| 18 novembre | Cardiff Devils | 3 | 1   | Ducs d'Angers  |
| 19 novembre | HK Zemgale/LLU | 0 | 2   | Ducs d'Angers  |
| 19 novembre | HDD Jesenice   | 0 | 3   | Cardiff Devils |
| 20 novembre | Ducs d'Angers  | 4 | 1   | HDD Jesenice   |
| 20 novembre | Cardiff Devils | 5 | 2   | HK Zemgale/LLU |

| Clt   | Équipe           | PJ | V | VP | D | DP | BP | BC | Diff | Pts |
| ----- | ---------------- | -- | - | -- | - | -- | -- | -- | ---- | --- |
| +001, | HK Nitra         | 3  | 3 | 0  | 0 | 0  | 14 | 6  | +8   | 9   |
| +002, | Asiago Hockey    | 3  | 2 | 0  | 1 | 0  | 11 | 8  | +3   | 6   |
| +003, | TH Unia Oświęcim | 3  | 1 | 0  | 2 | 0  | 8  | 8  | 0    | 3   |
| +004, | HK Krementchouk  | 3  | 0 | 0  | 3 | 0  | 5  | 16 | -11  | 0   |

| 18 novembre | TH Unia Oświęcim | 4 | 2 | HK Krementchouk  |
| 18 novembre | HK Nitra         | 5 | 2 | Asiago Hockey    |
| 19 novembre | Asiago Hockey    | 4 | 3 | TH Unia Oświęcim |
| 19 novembre | HK Nitra         | 7 | 3 | HK Krementchouk  |
| 20 novembre | HK Krementchouk  | 0 | 5 | Asiago Hockey    |
| 20 novembre | TH Unia Oświęcim | 1 | 2 | HK Nitra         |

## Super finale
La Super finale se déroule du 13 au 15 janvier 2023 à Angers en France. Le HK Nitra remporte la compétition.
Légende :
- en gras, vainqueur de la Coupe continentale 2023
- P : Prolongations
- F : Tirs de fusillade

Pour les significations des abréviations, voir statistiques du hockey sur glace.
| Clt   | Équipe         | PJ | V | VP | D | DP | BP | BC | Diff | Pts |
| ----- | -------------- | -- | - | -- | - | -- | -- | -- | ---- | --- |
| +001, | HK Nitra       | 3  | 2 | 1  | 0 | 0  | 11 | 7  | +4   | 8   |
| +002, | Ducs d'Angers  | 3  | 0 | 1  | 0 | 2  | 6  | 7  | -1   | 4   |
| +003, | Cardiff Devils | 3  | 1 | 0  | 1 | 1  | 10 | 6  | +4   | 4   |
| +004, | Asiago Hockey  | 3  | 0 | 1  | 2 | 0  | 7  | 14 | -7   | 2   |

| 13 janvier | HK Nitra       | 5   | 3   | Asiago Hockey  |
| 13 janvier | Cardiff Devils | 1   | 2 F | Ducs d'Angers  |
| 14 janvier | Cardiff Devils | 7   | 1   | Asiago Hockey  |
| 14 janvier | Ducs d'Angers  | 2   | 3 F | HK Nitra       |
| 15 janvier | HK Nitra       | 3   | 2   | Cardiff Devils |
| 15 janvier | Asiago Hockey  | 3 P | 2   | Ducs d'Angers  |

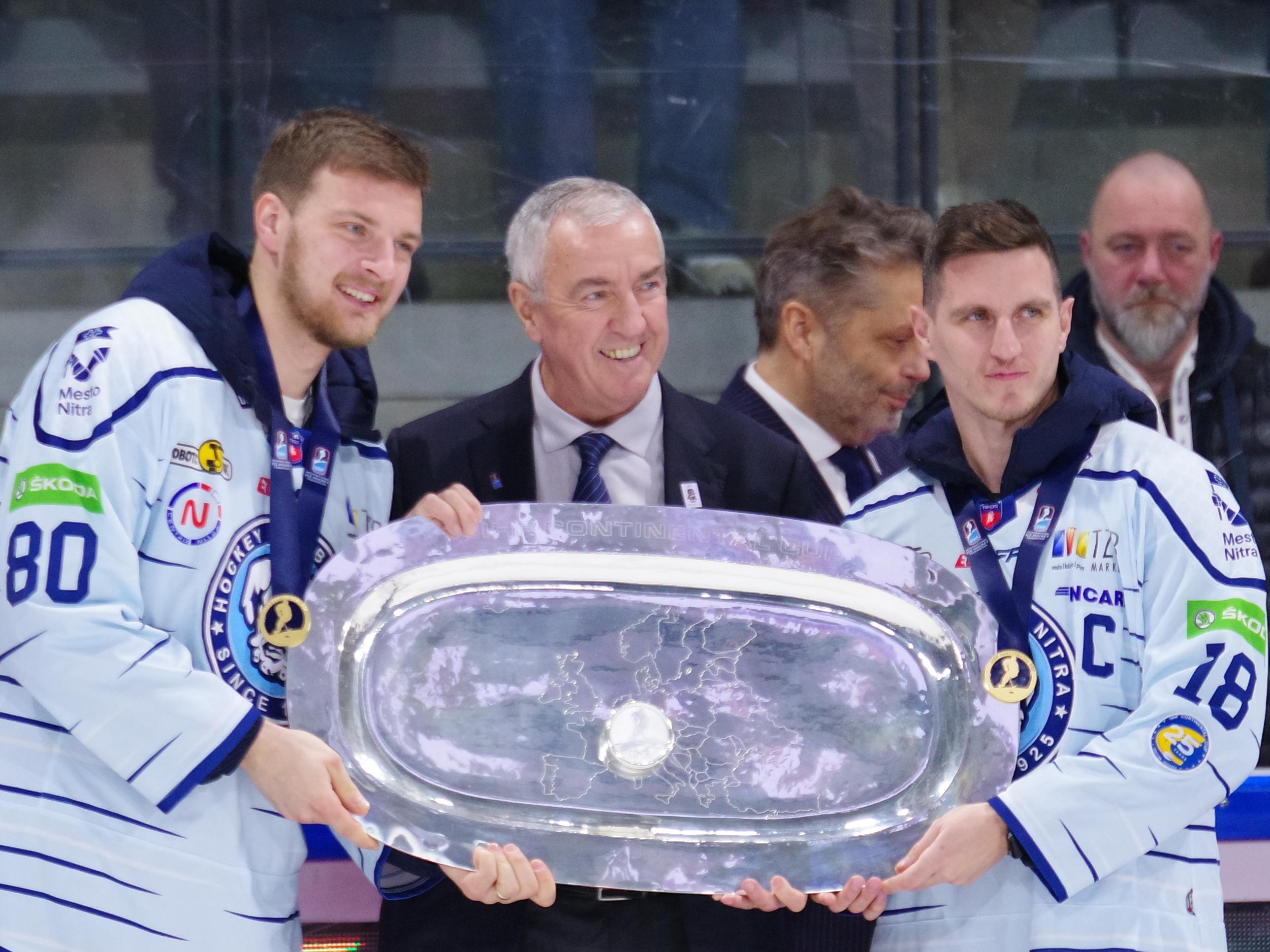
Remise du trophée au HK Nitra par le président de la Fédération internationale de hockey sur glace, Luc Tardif
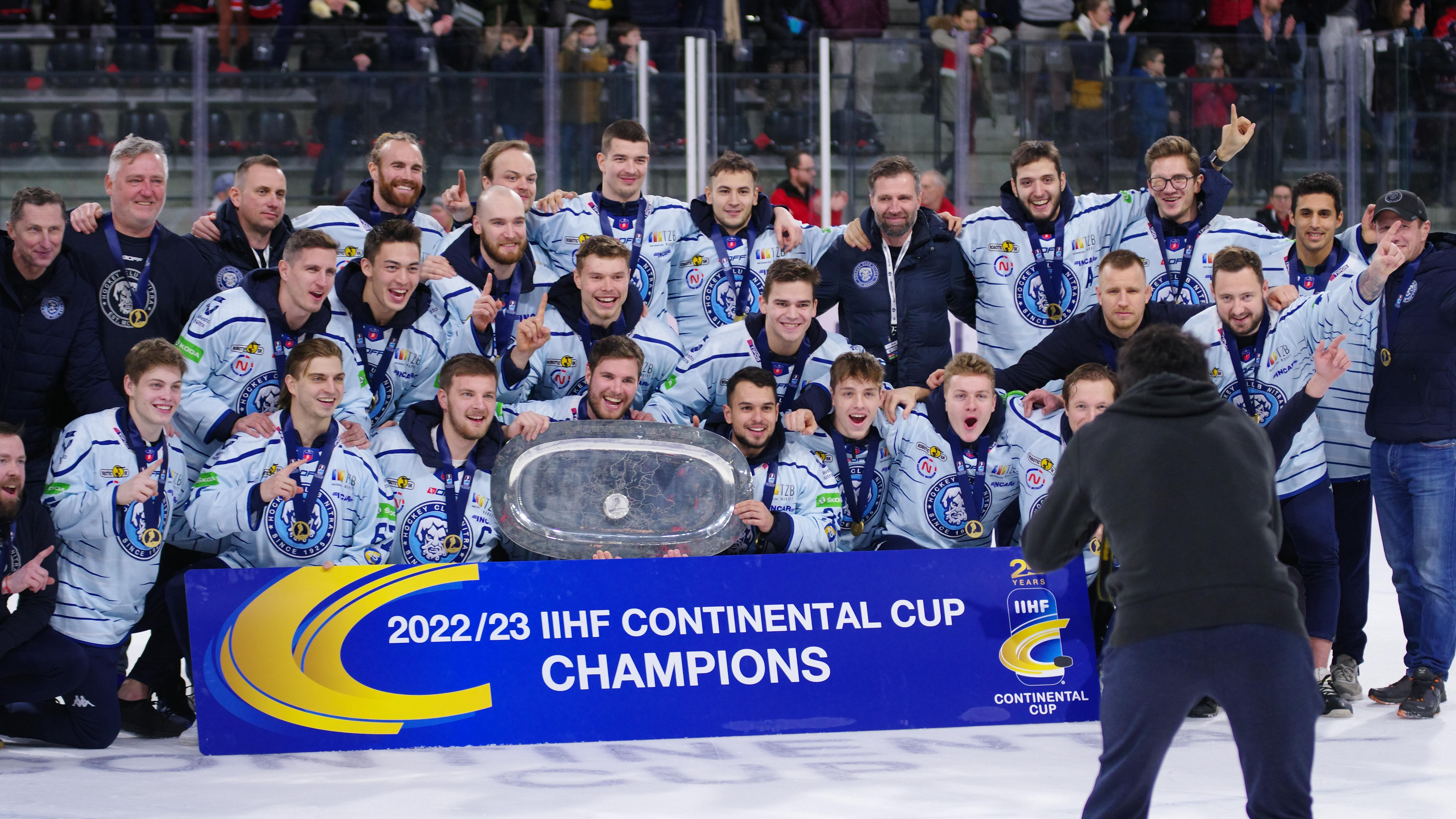
L'équipe du HK Nitra avec le trophée